# チェスター・ウィリアムズ
チェスター・ウィリアムズ（Chester Williams、1970年8月8日 - 2019年9月6日）は、南アフリカの元ラグビーユニオン指導者。
カラードとして唯一ラグビーワールドカップ1995の南アフリカ代表に選ばれた事から人種融和の象徴と呼ばれた。

## プロフィール
- 南アフリカ・パール出身[2]。
- 現役時代のポジションはウィング(WTB)。
- 身長 175cm、体重 85kg
- 南アフリカ代表キャップ数は27でラグビーワールドカップ1995の南アフリカ代表に選ばれてチームの初優勝に貢献[3]。
- 7人制南アフリカ共和国代表に選ばれたことがある[4]。

## 略歴
6歳からラグビーを始めた。
現役時代、ウェスタン・プロヴィンス・ゴールデン・ライオンズなどでプレーした。
現役引退後は7人制南アフリカ共和国代表・キャッツのコーチなどを歴任したが、2019年9月6日、心臓発作で死去。